# مارك كوين (فنان)
مارك كوين (بالإنجليزية: Marc Quinn)‏ هو فنان بريطاني، ولد في 8 يناير 1964 في لندن في المملكة المتحدة.

## وصلات خارجية
- الموقع الرسمي
- مارك كوين على موقع ديسكوغز (الإنجليزية)